# Кукалам
Кукалам (узб. Koʻkalam / Кўкалам) — посёлок городского типа, расположенный на территории Джалалкудукского района Андижанской области Республики Узбекистан.

Статус посёлка городского типа с 2009 года.